# Shakaya
Le Shakaya sono state un duo musicale australiano, formatosi a Cairns nel 2002 e composto da Simone Stacey e Naomi Wenitong.

## Storia
Simone Stacey e Naomi Wenitong si sono incontrate nel 1999 durante studi musicali e sono state scoperte a Cairns dai produttori  Reno Nicastro e Michael Pearson-Adams. A gennaio 2002 hanno pubblicato il loro singolo di debutto Stop Calling Me: ha raggiunto la 5ª posizione della ARIA Singles Chart ed è stato certificato disco di platino nel paese. È stato il 43º brano più venduto dell'anno in Australia ed ha ricevuto una candidatura agli ARIA Music Awards 2002. Il secondo singolo Sublime è arrivato in 19ª posizione in Australia, mentre il terzo, Cinderella, si è piazzato alla numero 16 ed è stato certificato disco d’oro. L'album di debutto eponimo è stato pubblicato nell’ottobre 2005 ed ha debuttato alla 5ª posizione in madrepatria. Ad aprile 2003 è uscita una cover del duo di The Way You Make Me Feel, arrivata 21ª in Australia. Il secondo album, Are You Ready, è stato diffuso nel marzo 2006 ed è stato promosso dalle canzoni Are You Ready e We Ain't Goin' Down, che si sono posizionate rispettivamente al 25º e al 50º posto in madrepatria. Il duo si è sciolto nel 2006, dopo che Naomi Wenitong si è unita al gruppo The Last Kinection.

## Discografia

### Album in studio
- 2002 – Shakaya
- 2006 – Are You Ready

### Singoli
- 2002 – Stop Calling Me
- 2002 – Sublime
- 2002 – Cinderella
- 2003 – The Way You Make Me Feel
- 2005 – Are You Ready
- 2005 – We Ain't Goin' Down